# آرون استیتن
آرون استیتن (انگلیسی: Aaron Staton؛ زادهٔ ۱۰ اوت ۱۹۸۰) هنرپیشه اهل ایالات متحده آمریکا است. وی از سال ۲۰۰۵ میلادی تاکنون مشغول فعالیت بوده‌است.
از فیلم‌ها یا برنامه‌های تلویزیونی که وی در آن نقش داشته‌است می‌توان به مد من و آگوست راش اشاره کرد.